# Засцянкі (Вармінсько-Мазурське воєводство)
Засцянкі (пол. Zaścianki, нім. Schwangen) — село в Польщі, у гміні Млинари Ельблонзького повіту Вармінсько-Мазурського воєводства.
Населення — 215 осіб (2011).
У 1975-1998 роках село належало до Ельблонзького воєводства.

## Демографія
Демографічна структура станом на 31 березня 2011 року:
|          | Загалом | Допрацездатний вік | Працездатний вік | Постпрацездатний вік |
| -------- | ------- | ------------------ | ---------------- | -------------------- |
| Чоловіки | 119     | 31                 | 80               | 8                    |
| Жінки    | 96      | 16                 | 63               | 17                   |
| Разом    | 215     | 47                 | 143              | 25                   |